# Alexander Nikolajewitsch Iwanow (Kunstsammler)
Alexander Nikolajewitsch Iwanow (russisch Александр Николаевич Иванов, auch Alexander Iwanow transkribiert; * 27. Oktober 1962 in Ostrow, Oblast Pskow) ist ein russischer Unternehmer und Kunstsammler. Bekannt ist er vor allem als Gründer des Fabergé Museums in Baden-Baden, das als erstes privates russisches Museum außerhalb von Russland gilt.
Alexander Iwanow hat keine Beteiligungen oder geschäftlichen Interessen, aber der Wert seiner Sammlung macht ihn zum Milliardär. Seine Fabergé-Sammlung ist die weltweit größte Fabergé-Schmuckkollektion mit mehr als 3.000 Artikeln. Iwanow sammelt auch Fossilien von Dinosauriern, antike griechische und römische Kunst, präkolumbisches Gold, Gemälde alter Meister, impressionistische Gemälde, orthodoxe Ikonen. Er ist ebenfalls im Besitz einer der schönsten Oldtimer-Sammlungen.

## Frühes Leben und Karriere
Alexander Iwanow diente in der sowjetischen Marine, bevor er sein Studium der Rechtswissenschaften an der Moskauer Staatlichen Universität abschloss. In den späten 1980er Jahren, als die Sowjetunion den Weg des Kapitalismus beschritt, war Alexander Iwanow einer der ersten russischen Unternehmer im Computerhandel. Schnell baute er ein erfolgreiches und lukratives Geschäft auf. Mit seinem Unternehmensgewinn baute Iwanow eine Sammlung von Fabergé-Eiern und anderen Kunstwerken auf. Der größte Kauf von Iwanow ist das Rothschild-Fabergé-Ei, das 1902 als Verlobungsgeschenk von Béatrice Ephrussi de Rothschild an die Verlobte ihres Bruders gemacht wurde. Alexander Iwanow kaufte es am 28. November 2007 für ca. 9 Mio. englische Pfund (ca. 12,5 Mio. Euro) beim Auktionshaus Christie’s in London, weil der Kunstsammler glaubte, dass es das „schönste [Werk] aller Zeiten“ unter allen Fabergé-Werken sei.
Alexander Iwanow ist außerdem Künstler. Er hat seine eigene Form der abstrakten Malerei, die geometrische Bilder mit extrem lebendigen Farben nutzt, deren Pigmente zum Teil aus sehr teuren und seltenen Mineralien erstellt werden. Das ist einer der Gründe, warum sein erstes Gemälde am 1. Dezember 2010 in London auf einer Auktion bei Bonhams für 60.000 Pfund verkauft wurde.

## Fabergé-Museum in Baden-Baden
Im Mai 2009 öffnete Iwanow das Fabergé Museum in der deutschen Kurstadt Baden-Baden. Als Prunkstück gibt es eine seltene Silberkaraffe in Form eines Hasen, sowie das letzte mit Gold und Diamanten verzierte Fabergé-Ei aus karelischer Birke, das für Ostern 1917 angefertigt wurde. Zar Nikolaus II. wurde jedoch abgesetzt, bevor er es seiner Mutter schenken konnte. Als Iwanow das karelische Ei kaufte, bezweifelten einige Experten dessen Authentizität, da die Existenz des karelischen Eis vorher nicht bekannt war. Iwanow entdeckte jedoch im russischen Staatsarchiv Dokumente, welche die Authentizität des Eis beweisen. Es wurde bei großen internationalen Ausstellungen gezeigt und wird jetzt von Wissenschaftlern akzeptiert, sagt Alexander Iwanow.
Das bis 2014 ausgestellte Rothschild Fabergé-Ei hat der Besitzer der russischen Regierung geschenkt und es ist seither in der Eremitage in St. Petersburg zu besichtigen.
Aus Sicherheitsüberlegungen entschied sich Iwanow für Deutschland. So erklärte er seine Entscheidung der britischen Zeitung „Independent“: „Es ist sehr schwierig [in Russland] wegen der vielen administrativen Hürden […] Man muss immer jemandem danken, und man kann nie das Gefühl haben, dass seine Sammlung sicher ist: nicht vor dem Staat, nicht vor Banditen - vor niemandem. Natürlich, in Deutschland geben wir viel Geld für die Sicherheitssysteme aus, aber zumindest wissen wir, dass der Staat selbst nichts wird tun.“
Alexander Iwanow gab bekannt, dass es ca. 17 Millionen Euro gekostet habe, das Museumsgebäude zu kaufen und zu renovieren, davon wurde 1 Mio. Euro in das Sicherheitssystem investiert. Er entschied sich für Baden-Baden, das im Südwesten von Deutschland liegt. Das Städtchen ist „ruhig und schön, in der Mitte von Europa, in der Nähe von Frankreich und von der Schweiz, ein Urlaubsort für die Reichen, und historisch ist es immer der beliebteste Ferienort für die Russen gewesen“, sagt der Kunstsammler, „Die lokale Regierung ist auch unterstützend“, fügt er hinzu.
Während der ersten zwölf Monate hatte das Fabergé Museum in Baden-Baden einen Gewinn von etwa 500.000 Euro gemacht, statt des erwarteten Gewinns von ca. 1 Mio. Euro. Zum großen Teil lag dies wohl am Prozess mit der Firma Fabergé Ltd. Nur einen Monat vor der offiziellen Eröffnung des Museums 2009, hat nämlich  die auf den Cayman Islands registrierte Fabergé Ltd, die der südafrikanischen Familie Gilbertson gehört, einen Rechtsstreit über Rechte an der Marke „Fabergé“ initiiert. Während des Rechtsstreits konnte das Museum den Namen „Fabergé“ nicht verwenden; das bedeutete keine Werbung, aber auch kein Schild an der Tür. Im Jahre 2010 hat das deutsche Gericht den Prozess zu Gunsten des Fabergé Museums beendet, und das Museum begann sofort mit vollem Recht, den Namen „Fabergé“ zu nutzen.

In naher Zukunft ist noch eine Erweiterung des Museums vorgesehen; das bedeutet mehr als 600 Quadratmeter Ausstellungsfläche für europäische Gemälde der alten Meister und für den präkolumbischen Schmuck aus Peru. Außerdem soll auf  mehr als 2.000 Quadratmetern  Iwanows Oldtimer-Sammlung gezeigt werden. Sie besteht aus etwa 50 amerikanischen und europäischen Oldtimern, die alle in sehr gutem Zustand sind, und die aus dem Zeitraum zwischen den späten 1890er- und 1930er-Jahren stammen. Darüber hinaus ist die Eröffnung eines  Fabergé Museums in Dubrovnik geplant.